# Vettica Minore
Vettica Minore è una frazione del comune di Amalfi ed uno dei 5 casali extramoenia che sorgono a occidente del paese.

## Storia

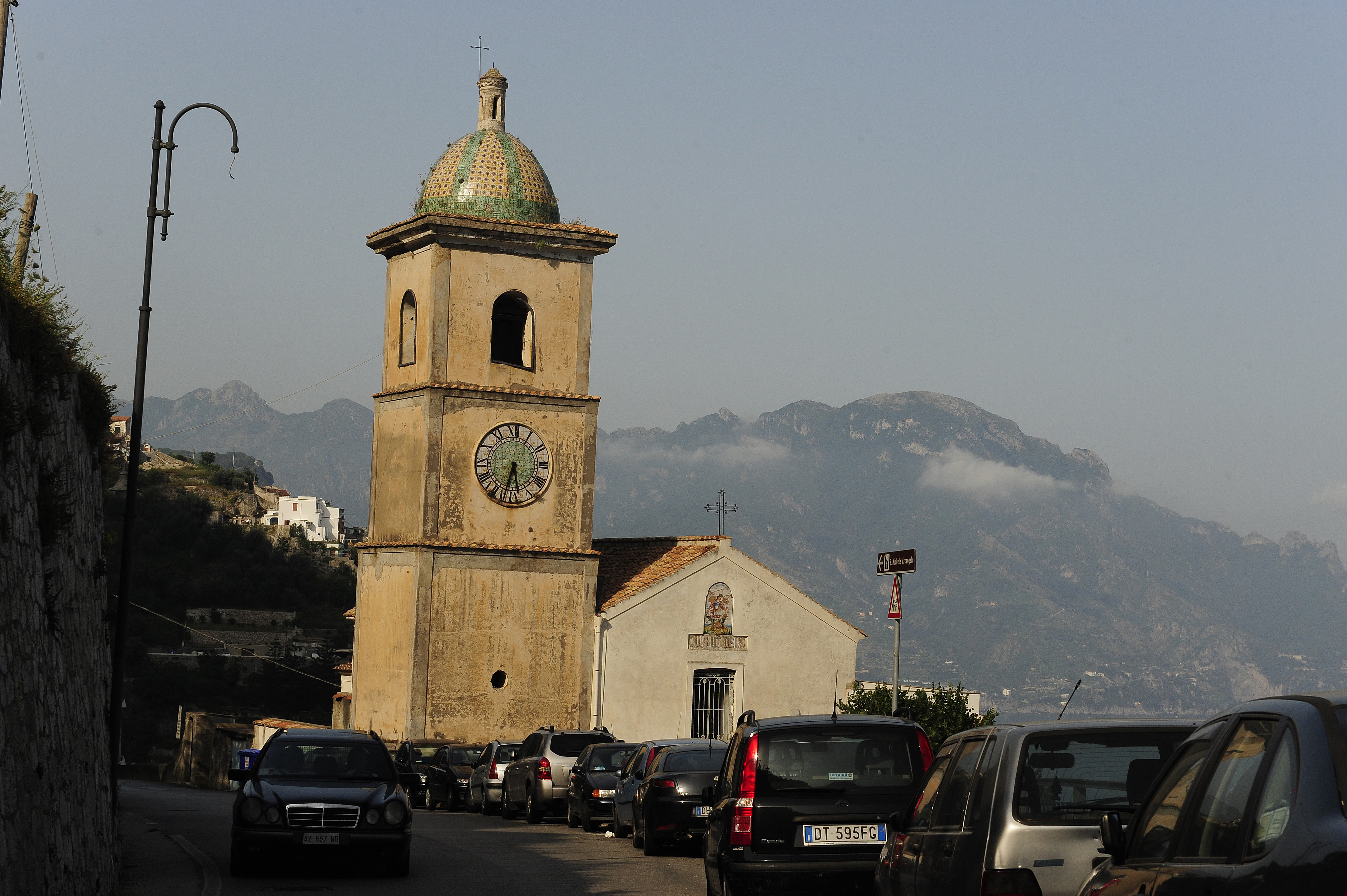
La chiesa di San Michele

Il toponimo Vettica Minore, nato all'epoca del ducato di Amalfi, deriverebbe dal vocabolo latino vectigal e Pizzula o Minor; sarebbe collegato ad una sorta di imposta forse di carattere agricolo. 
Il paesaggio agrario medievale era contrassegnato dalla presenza di vigneti, castagneti, e nella parte alta da boschi.
La frazione sorse nel Basso Medioevo, attorno alla chiesa di san Michele, in essa era presente, da prima del 1796, una Confraternita sotto il titolo della Madonna del Rosario.
In età moderna oltre alla Parrocchiale e alla cappella della Virgo Potens erano segnalate anche altre cappelle: Santa Croce sulla spiaggia del Rarone, S. Angelo, S. Giovanni de Geza, presso la costa S. Nicola de Petra e S. Marco, S. Pietro e Tutti i Santi in località Dudaro, S. Maria, S. Sebastiano,  S. Bartolomeo, S. Luca e in località Finestra S.Vito.
Il 26 marzo del 1924 il borgo fu vittima di un'alluvione nella quale rimasero vittime 61 persone.

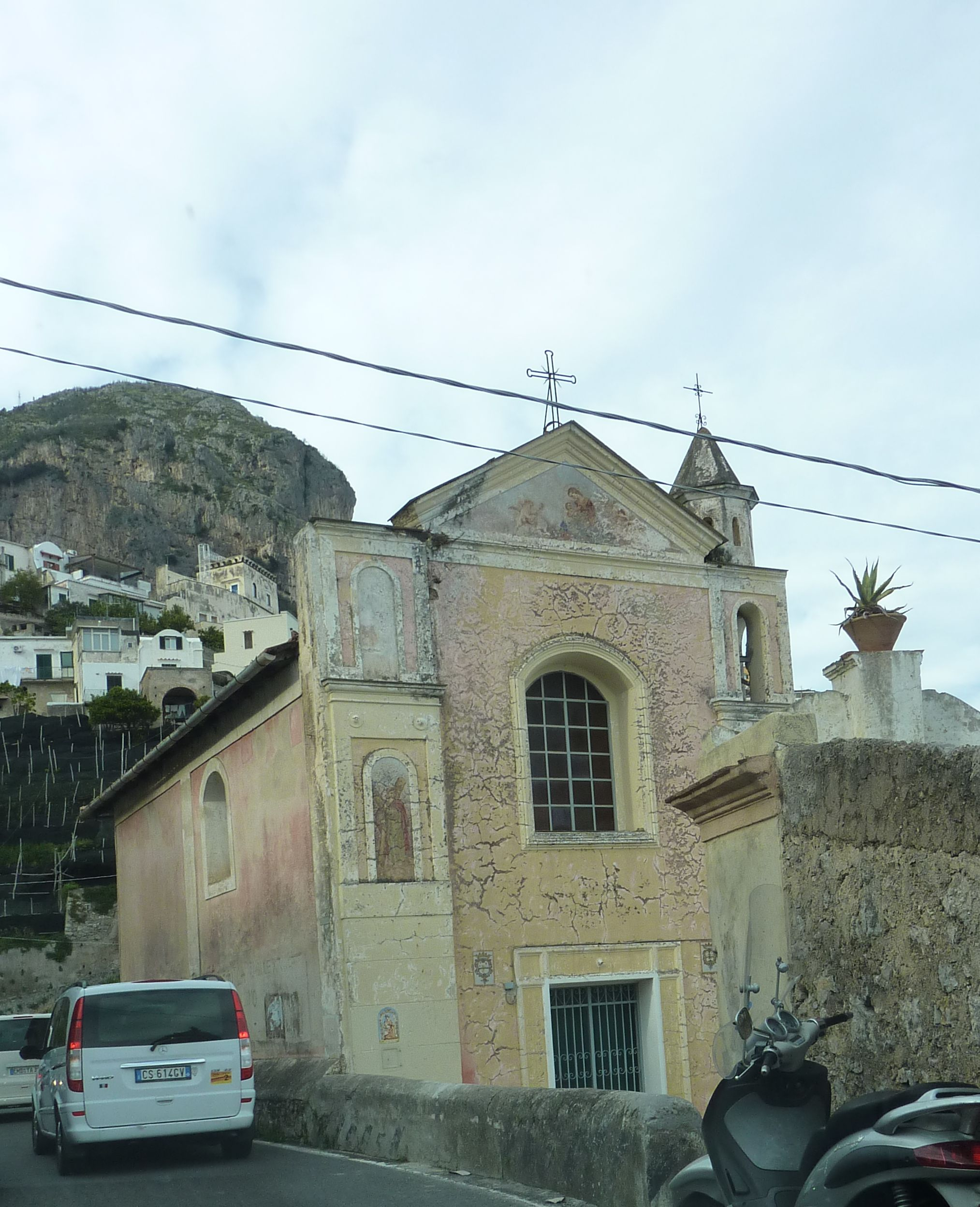
La cappella della Virgo Potens

## Monumenti e luoghi d'interesse

### Architetture religiose

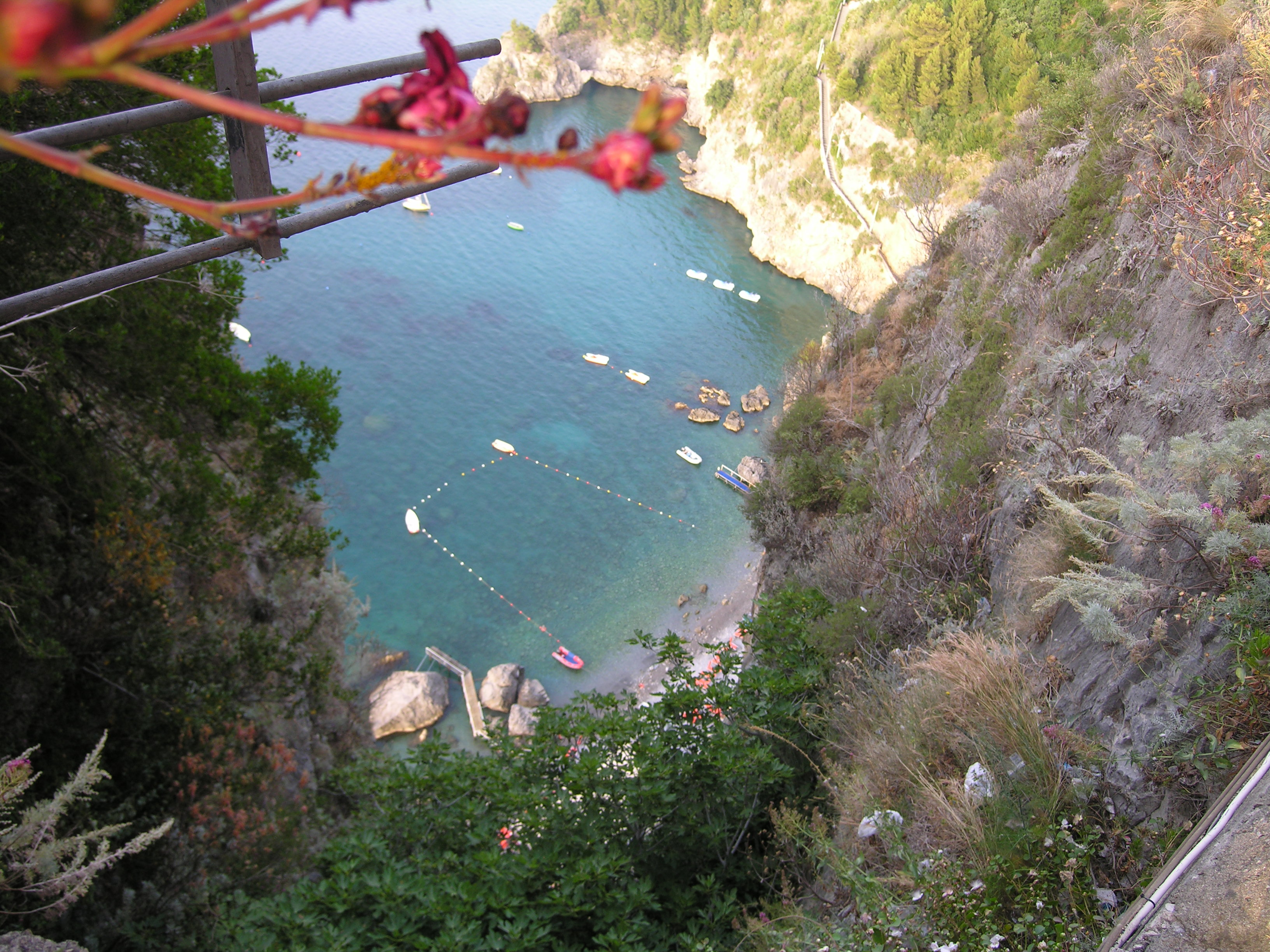
La spiaggia di Santa Croce con l'arco naturale sullo sfondo

- La chiesa di San Michele Arcangelo è stata fondata nel Basso Medioevo e rimodernata nel Seicento ed è costituita da una sola navata con abside e quattro cappelle. Il massiccio campanile, con monofore sui lati, presenta una piccola cupola ovoidale maiolicata. Le tele più importanti sono la Madonna del Rosario di Marco Pino da Siena (conservata in una cappella laterale), e la pala d'altare raffigurante la Madonna col Bambino e i santi Andrea e Michele. Sono presenti delle statue settecentesche di San Michele e della Madonna del Rosario;
- La cappella della Virgo Potens è stata fondata nel Seicento da dei pescatori come voto alla Vergine Potente (per la quale i vettichesi hanno molta devozione) per essere stati salvati da una tempesta. Nella cappella è conservata una statua della Vergine. Nel 2015, questa cappella è stata vittima di un furto, nel quale sono stati sottratti una pisside e alcuni pastori del Settecento.

### Paesaggi naturali
- Nelle spiagge di Santa Croce e del Rarone, collegate da un arco, dalla seconda si accede a una grotta nella quale sono presenti i ruderi di un'antica chiesa da cui prende il nome la spiaggia. Alla Santa Croce erano devoti moltissimi pescatori di Amalfi.
- Nel tratto di costa che dalle spiagge di Santa Croce e del Rarone porta alle spiagge delle Marinelle, è presente l'arco naturale di Santa Croce, accessibile solamente via mare.